# Boris Krumov
Boris Krumov (bulharsky Борис Крумов), vlastním jménem Boris Krumov Popov (bulharsky Борис Крумов Попов) (15. března 1923, Ostrov, Vracká oblast – 20. března 2015, Sofia) byl bulharský důstojník, redaktor a spisovatel.

## Život
Studoval nejprve na gymnáziu ve městě Gorna Orjachovica a pak na středním odborném učilišti v Sofii. Od roku 1929 byl členem komunistického Dělnického svazu mládeže. Roku 1942 byl fašistickým režimem zatčen a uvězněn ve Varně. Ve vězení začal psát a v ilegálním vězeňském časopise uveřejnil své první povídky.
Po roce 1944 byl osvětovým důstojníkem bulharské armády, v letech 1950-1953 redaktorem novin Народна армия (Narodna armia), v letech 1953-1955 časopisu Пропагандист и агитатор (Propagandista a agitátor) a 1961–1967 časopisu Септемврийче. V letech 1968–1970 byl šéfredaktorem novin Антени a od roku 1972 zástupcem šéfredaktora vydavatelství Народна младеж (Narodna mladež). Byl členem Svazu bulharských spisovatelů.
Je autorem povídek, novel a románů pro dospělé i pro děti a mládež. Tématem jeho próz je partyzánské hnutí, život v bulharské lidové armádě a také ztvárnění osobních loveckých zážitků. Některá jeho díla mají detektivní charakter.

## Dílo (výběr)
- Граница на мира (1952, Hranice míru), sbírka povídek.
- ратеник на Партията (1953, Na příkaz strany), román.
- Из Ропотамските гори (1963, Z ropotamských lesů), lovecké povídky.
- орето е за смелите (1964, Moře patří odvážným), povídky pro mládež.
- Очите на младостта (1967, Oči mládí), román.
- Цветът на отровата (1968, Barva jedu), román.
- Роза за свободата(1968, Roza v boji za svobodu), román.
- Вариант № 1 (1970, Varianta č. 1), román.
- Безстрашните момчета (1970, Nebojácní chlapci), povídky pro děti.
- Отрова за брилянти (1971,Jez za brilianty), novela.
- С пушка в гората (1973, S puškou v lese), lovecké, povídky.
- По следите на мечките (1975, Po stopách medvědů), povídky pro mládež.
- Трудни минути (1975, Těžké chvíle), sbírka povídek.
- Кучето и влюбените хлапаци (1981, Pes a zamilovaní kluci), povídky pro mládež.
- Когато започва любовта (1989, Když začíná láska).

## Filmové adaptace
- Кучето и влюбените (1986, Pes a zamilovaní), bulharský film, režie Liliana Penčeva.

## Česká vydání
- Na příkaz strany, Naše vojsko, Praha 1956, přeložila Zdenka Hanzová.
- Pes a zamilovaní kluci, Albatros, Praha 1985, přeložila Zlata Kufnerová.